# Jacques Boileau

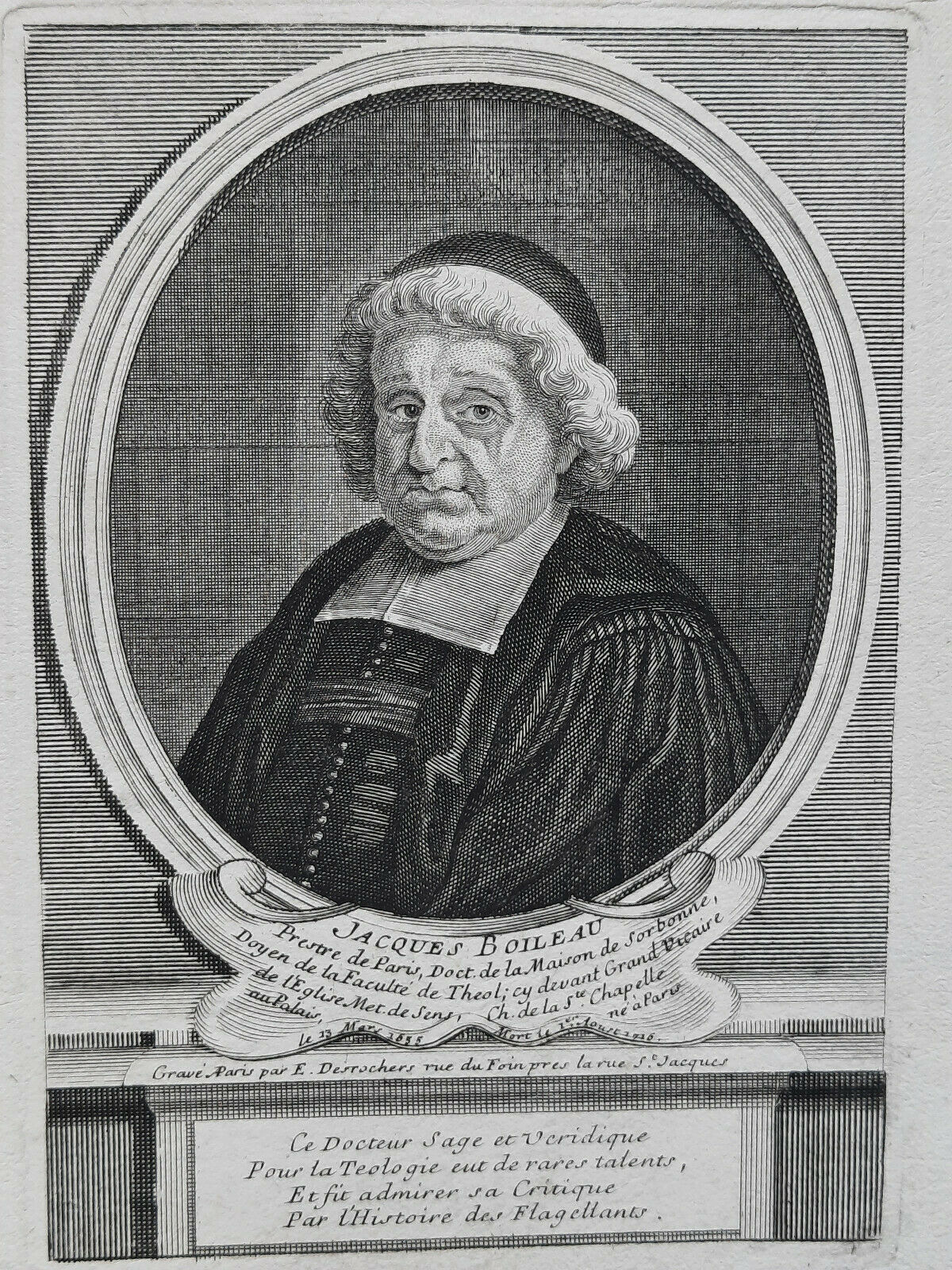
Portretgravure

Jacques Boileau (Parijs, 16 maart 1635 – aldaar, 1 augustus 1716) was een Frans geestelijke, theoloog en auteur. Hij was een broer van Gilles en Nicolas Boileau.

## Leven
Boileau studeerde aan het Collège d'Harcourt van de Sorbonne en behaalde in 1662 zijn doctoraat in de theologie. In 1667 werd hij voor de volgende vijfentwintig jaar deken, grootvicaris en officiaal van het bisdom Sens. In 1694 werd hij kanunnik in de Sainte-Chapelle van Parijs.
Hij schreef enkele zonderlinge werken over kerkelijke discipline, vaak onder pseudoniemen als Marcellus Ancyranus, Claudius Fontétut of Jacques Barnabe. Tijdens een reis door de Spaanse Nederlanden was hij geschandaliseerd dat de meeste vrouwen er met ontblote schouders en keel bij liepen. Het bracht hem ertoe een moraliserend boekje te schrijven, De l'abus des nuditez de gorge, om dit fenomeen terug te dringen. Nog bekender was zijn Historia flagellantium uit 1700. In dit theologisch traktaat over het verbod op zelfkastijding sprak hij zich uit tegen het publieke karakter van dergelijke vertoningen. Het boek verkocht zeer vlot, mee door de uitvoerige sadomasochistische beschrijvingen. Toen men hem vroeg waarom hij doorgaans in het Latijn schreef, zei hij: "Het is uit angst dat de bisschoppen me zouden lezen: ze zouden me vervolgen".
Zijn broer Nicolas, de beroemde satireschrijver, zei over hem: "Als hij geen doctor van de Sorbonne was geworden, hij zou doctor van de Italiaanse komedie zijn geweest". Voltaire, die hem wist te waarderen, noemde hem "een bizarre geest die bizarre boeken heeft geschreven in een buitengewoon Latijn".

## Publicaties
- Éclaircissement sur un passage de S. Augustin, 1667
- Ad Decretalem super specula de Magistris, 1667 (over de Sorbonne)
- De l'abus des nuditez de gorge, Bruxelles, 1675 (over gedecolleteerde vrouwen in kerken)
- De antiquo jure presbyterorum in regimine ecclesiastico, 1676
- Historia confessionis auricularis ex antiquis Scripturae, 1683 (over de noodzaak van de biecht)
- Considérations sur le Traité historique de l'établissement et des prérogatives de l'église de Rome et de ses évêques, par Mr. Louis Maimbourg, 1685
- Historia flagellantium, 1700 (over de excessen van flagellatie)
- Panégyriques des Saints, 1719

## Voetnoten
1. ↑  Brussel, boekenstad, De Standaard, 19 augustus 2003. Gearchiveerd op 24 augustus 2022.

- Bibsys: 98051592
- Biblioteca Nacional de España: XX1619695
- Bibliothèque nationale de France: cb12058452r (data)
- Catàleg d'autoritats de noms i títols de Catalunya: 981058617091006706
- Gemeinsame Normdatei: 119301237
- International Standard Name Identifier: 0000 0000 8100 6818
- Library of Congress Control Number: n85112064
- Nationale Bibliotheek van Tsjechië: mzk2008459091
- Nationale bibliotheek van Australië: 35854075
- Nationale Bibliotheek van Israël: 987007273479305171
- Nederlandse Thesaurus van Auteursnamen: 07294160X
- Réseau des bibliothèques de Suisse occidentale: 02-A022834491
- Istituto Centrale per il Catalogo Unico: TO0V066278
- LIBRIS: 313825
- Système universitaire de documentation: 028829646
- Trove: 1116908
- Virtual International Authority File: 22162719
- WorldCat: E39PBJghm98BxKxbgBKMWVHDMP